# Tetraommatus angustatus
Tetraommatus angustatus es una especie de insecto coleóptero de la familia Cerambycidae. Estos longicornios son endémicos de Ceram (Indonesia).
T. angustatus mide unos 7 mm.